# اولریش کیرشهوف
اولریش کیرشهوف (آلمانی: Ulrich Kirchhoff؛ زادهٔ ۹ اوت ۱۹۶۷) سوارکار اهل آلمان بود.
وی در مسابقات کشوری و بین‌المللی در مجموع برندهٔ ۲ مدال طلا شده‌است.